# 台安县
台安县，辽宁省鞍山市辖县，地处辽宁省中部、辽河三角洲腹地，取驻地八角臺的“臺”字，安宁的“安”字，合为台安县；全境从东北向南倾斜，四季分明，雨热同期，干冷同季；总面积1388平方公里。
台安县有着两千多年的建制史，早在西汉时期便建有险渎县。台安域内分布商周贾臺遗址、汉代“险渎县”遗址、明长城遗址、张学良出生地纪念馆和晚清建筑张老道家宅等历史遗迹，还有大明潭、辽河古渡、三岔河等古老的民间传说。拥有台安的唢呐咔戏、民国人物传说、柳编制作工艺、台安火勺制作工艺、民间谜语、民间故事传说等非物质文化遗产代表作资源。
2018年10月22日，台安县入选2018年全国农村一二三产业融合发展先导区创建名单。 
2018年，台安县地区生产总值129.7亿元，按可比价格计算，比上年增长4.5%。其中，第一产业增加值29.4亿元，同比增长3.0%；第二产业增加值48.8亿元，同比增长13.1%；第三产业增加值51.5亿元，同比下降0.4%。

## 行政区划
台安县下辖2个街道办事处、10个镇：
八角台街道、台东街道、西佛镇、新开河镇、黄沙坨镇、高力房镇、桑林镇、富家镇、达牛镇、韭菜台镇、新台镇、桓洞镇、新华农场和洪家农牧场。

## 人口
根據第七次人口普查數據，截至2020年11月1日零時，台安縣常住人口為300764人。

## 交通
秦沈客運專線、 京沈高速公路都经过此地，并被设为较重要的站点。

## 名人
Category: 台安人
- 张学良：出生于桓洞镇，现存张学良纪念馆。
- 张德江：出生于桓洞镇